# كارينا أزنافوريان
كارينا بوريسوفنا أزنافوريان (الروسية: Карина Борисовна Азнавурян ؛ الأرمينية: Карина Бориси Азнавурян ؛ من مواليد 20 سبتمبر 1974 في باكو) هي مبارزة روسية فازت بميداليتين ذهبيتين في حدث فريق في الألعاب الأولمبية الصيفية 2000 والألعاب الأولمبية الصيفية 2004. كما فاز بالميدالية البرونزية في دورة الألعاب الأولمبية الصيفية 1996.

## روابط خارجية
- كارينا أزنافوريان على موقع الاتحاد الدولي للمبارزة